# Barocco russo
Il Barocco russo è quello stile architettonico ispirato all'architettura barocca che si sviluppa nel Regno russo prima e nell'Impero russo poi fra la fine del XVII secolo ed il XVIII. Esso può essere suddiviso nelle seguenti correnti:
- Barocco moscovita, dal decennio 1680 fino al primo decennio del Settecento, in un primo periodo assume la denominazione di "Barocco Naryshkin", suddiviso
- Barocco Stroganov, una deviazione provinciale e conservatrice del barocco moscovita, i cui esempi maggiori sono alcune chiese di Nižnij Novgorod, la Chiesa della Natività degli Stroganov e altre architetture nel nord della Russia. Prende il nome da Grigorij Dmitrievič Stroganov, esponente della famiglia Stroganov
- Barocco Golicin dal nome di Boris Alekseevič Golicin
- Barocco petrino, dal 1700 al 1720, stile a cui canoni si ispirò l'edificazione di San Pietroburgo
- Barocco elisabettiano dal 1730 al 1760, una sintesi del barocco moscovita e petrino, il cui maggior esponente fu Francesco Bartolomeo Rastrelli

Accanto a queste suddivisioni esistono delle varianti regionali.
- barocco sarmatskoe
- barocco siberiano
- barocco ucraino
- barocco vilnusiano